# Cuestión Pública
Cuestión Pública es un medio de comunicación colombiano especializado en periodismo de investigación, conocido por sus reportajes sobre la relación entre la compañía brasileña Odebrecht y el expresidente colombiano Álvaro Uribe, entre otras investigaciones. Está conformado por los periodistas Diana Salinas, Claudia Báez y David Tarazona.

## Reconocimientos
Cuestión Pública recibió el Premio Nacional de Periodismo Simón Bolívar en la categoría de noticia en prensa en 2019 por «Cuatro encuentros entre Uribe, Odebrecht y el pagador de sobornos».

## Otras investigaciones

### Kontacto
Luego de recibir comunicación de la agencia de noticias turca Anadolu, al igual que los medios asociados a La Liga contra el Silencio, acerca de hechos de presunta corrupción en Risaralda, Diana Salinas se pone en contacto con Luis Carlos Rúa, profesor de la Universidad Tecnológica de Pereira, dando inicio a una investigación de cuatro días que derivó en 2 publicaciones, obtenidas con el apoyo de la organización sueca de informática forense Qurium.
En la investigación se trató de esclarecer el rol del sistema Kontacto para favorecer la elección de candidatos a varias corporaciones en el Área Metropolitana de Pereira, con el apremio de sus cargos, a través de la presión a empleados públicos. Esta información  fue replicada posteriormente por otros medios como Noticias Uno y Caracol Radio.

### Abusos de la banca en América Latina
Cuestión Pública formó parte de una alianza de medios, liderada por Ojo Público de Perú y conformada también por Ciper de Chile y periodistas mexicanos, que realizó una serie de investigaciones en las que se exponen motivos que mostrarían abusos de los bancos en países latinoamericanos.